# Миодраг Зечевић
Миодраг Зечевић (Липовац, 4. септембра 1930 — Београд, 2. фебруар 2015) је био друштвено-политички радник и председник СУБНОР-а Србије.
Његов легат налази се у удружењу за културу, уметност и међународну сарадњу „Адлигат”.

## Биографија
Рођен је 4. септембра 1930. године у селу Липовцу општина Топола, Србија где је завршио основну школу а гимназију у Аранђеловцу и Београду. Има две године училишта Југословенског ратног ваздухопловства (1947−1949). Завршио Правни и Филозофско-историјски факултет на Београдском универзитету и двогодишњу специјализацију на Институту за друштвене науке. Магистрирао на Високој школи политичких наука (магистар политичких наука) и докторирао на Правном факултету (доктор друштвених наука). Положио државни и адвокатски испит. На Правном факултету Београдског универзитета од 1961−1970. године асистент (спољни сарадник) на предмету Комунални систем и комунална политика. Од 1970. до 1996. године на Факултету политичких наука на предметима Процес стварања нормативних аката и Уставно право. Од 1979. године у звању редовног професора. Једно време био професор на Вишој школи унутрашњих послова на предмету Уставно право.
Учесник НОР-а од априла 1944. године.

## Кретање у служби
Рад у омладинским организацијама; у Савезном серкретаријату унутрашњих послова; Институту друштвених наука (Одељење за политичко-правне науке); Главни одбор Социјалистичког савеза радног народа Србије; Секретар организационо-политичког већа Скупштине Србије; Председник Законодавно-правне комисије Скупштине СР Србије, 1969-1974; Председник Комисије за ревизију републичких прописа СР Србије, и члан Председништва Уставне комисије Скупштине Србије; Председник Законодавно-правне комисије Савезног већа Скупштине СФРЈ (1974—1982.); истовремено у том периоду био Председник Заједничког радног тела Скупштине СФРЈ за праћење остваривање Устава СФРЈ (1974—1978); Председник Комисије за израду Савезног закона о основама пензионог и инвалидског система и координатор рада делегата из Србије у савезном већу Скупштине СФРЈ; функционер на раду у Скупштини СФРЈ; Савезни Саветник у СИВ-у; Директор Архива Југославије (1987—1994), Шеф југословенске делегације – Групе за активу и пасиву имовине бивше СФРЈ у Бриселу 1992/1993. године. Пензионисан у звању редовног професора Факултета политичких наука 1995. године.

## Активност у оквиру радних тела државних органа
Члан Уставне комисије Скупштине Србије у више сазива; Председник Подкомисије за политички систем Уставне комисије СР Србије и члан радних тела Уставне комисије Скупштине СФРЈ; члан Координационе уставне комисије Југославије; учесник у раду савезних савета и члан Координационог тела Савета за друштвено уређење СФРЈ.

## Друштвена активност
Члан разних тела органа друштвено-политичких организација; Председник Научног већа Института за политичке студије у Београду; Председник Друштвеног савета адвокатске коморе Србије; Председник Друштвеног савета југословенске смотре „Мермер и звуци“ у Аранђеловцу; председник Издавачког савета дневног листа Експрес политика; потпредседник Савета универзитета „Светозар Марковић“ из Крагујевца и председник Комисије за реформу овог Универзитета; члан Савета Филозофског и правног факултета у Београду, итд.
Члан Уређивачког одбора и уредник часописа за правне и друштвене науке „Архив“; Председник Комисије за полагање правосудних испита у СР Србији; главни и одговорни уредник часописа „Самоуправно право“; члан Редакционог одбора часописа „Економика“, „Привредни преглед“ и др.;
Председник Удружења „Наука и друштво Југославије“; председник Удружења за заштиту животне средине Југославије; председник Савеза архивских радника Југославије; секретар Ловачког савеза Југославије; Секретар СУБНОР-а Југославије; Председник Комитета СУБНОР-а Србије и Црне Горе; заменик председника и председник СУБНОР-а Србије и председник Комитета за међународну сарадњу СУБНОР-а Србије.

## Међународна признања – Увршћена биографија у публикације
1) Who is who in the world (Ко је ко у свету) – Амерички Биографски институт – 1992-98. г.
2) „Living Legends“ Lаw and history (Живе легенде – закони историја) – Интернационални Биографски центар Кембриџ, Енглеска – 2005. г.
3) „2000 Outstanding Intellectuals of the 21st Century“ (две хиљаде истакнутих интелектуалаца за XXI век) – Fifth Edition – Интернационални Биографски центар, Кембриџ, Велика Британија 2009. г.
4) Dictionary of the International Biographical Center – Интернационални Биографски центар, Кембриџ, Велика Британија – 2009. г.

## Објаве и радови
Објавио око 280 радова (два уџбеника, студије, монографије, брошуре, расправе, чланке, прилоге у едицијама, заједничким публикацијама и часописима). Објављени радови су из области правног, уставног и политичког система и савремене историје.
Био главни редактор и одговорни уредник једног броја колективних публикација (Стручно објашњење устава СФРЈ, коментар ЗУР-а, коментар закона о основама пензијског и инвалидског система, Самоуправно право удруженог рада итд.), председник уређивачког одбора Велике илустроване енциклопедије ловства и руководилац више научних пројеката.

## Легат у Адлигату
У Удружењу за културу, уметност и међународну сарадњу „Адлигат” се од 2020. године налази легат. До формирања легата у Адлигату дошло је посредством потпредседника Удружења књижевника Милоша Јанковића, а сам легат је поклонио његов син Срђан Зечевић.
У легату се налази велики број докумената које је Зечевић прикупио или дошао у посед током живота. Неке од тема које документа обрађују су југословенски заробљеници у Гулагу, чистка либерала 1972, догађаји око и о доношењу устава 1974, о разлазу Броза и Ранковића и губитку функција Александра Ранковића. Друге теме које архива и документација легата обухвата су прислушкивање истакнутих појединаца, нарочито књижевника, сликара и других уметника. Легат садржи и документа која обрађују тему прислушкивања Београдских кафана (нарочито на Скадарлији) као и амбасада других земаља, посебно других држава чланица Покрета несврстаних. Подаци о прислушкиваним члановима партије по директиви Александра Ранковића, као и других појединаца, такође су део докумената садржаних у његовом легату. Велики део докумената је до сада јавности био непознат. Зечевић је планирао да комплетну документацију постепено објављује за живота.
Уз два ормана са архивском грађом у легату се налази албум фотографија са Брозом, са неколико фотографија које је потписао Броз.
Библиотека Миодрага Зечевића са неколико хиљада књига је такође део легата. Теме која доминирају у Библиотеци су НОБ, раднички покрет и лов, а многе књиге су потписане и посвећене Зечевићу од стране у то време људи на високим друштвено-политичким функцијама. Део легата ће постати и бројни поклони које је током година рада Зечевић добијао од стране југословенских и светских званичника.